# A Dream
 (octobre 2013).
Si vous disposez d'ouvrages ou d'articles de référence ou si vous connaissez des sites web de qualité traitant du thème abordé ici, merci de compléter l'article en donnant les références utiles à sa vérifiabilité et en les liant à la section « Notes et références ».
A Dream est une chanson du rappeur américain Common tirée de la bande originale du film Écrire pour exister (Freedom Writers) sorti en 2007. 
Elle a été produite par will.i.am, qui en chante également le refrain. 

## Contenu
La chanson donne une place importante à des samples du célèbre discours de Martin Luther King « I have a dream », qui traite également du problème du racisme. Les paroles de la chanson rendent hommage au pasteur King et à sa lutte. Pour sa sortie en single, le titre était accompagné de deux morceaux de will.i.am, Colors et Bus Ride.

## Clip vidéo
Le clip vidéo du single contient des scènes du film Écrire pour exister, dont la plupart avec Hilary Swank, son interprète principale. Elles sont mélangées à des séquences partiellement animées montrant, outre Common lui-même, will.i.am en train de chanter à une tribune au Lincoln Memorial de Washington, là même où Martin Luther King avait prononcé son discours. D'autres images sont utilisées, notamment des images d'archives de l'Holocauste en parallèle avec d'autres de la lutte pour les droits civiques des Noirs américains, les paroles de la chanson affirmant « la haine n'a ni couleur ni âge » (« Hate has no color or age »).